# Kardynałek żółtodzioby
Kardynałek żółtodzioby (Paroaria capitata) – gatunek małego ptaka z rodziny tanagrowatych (Thraupidae), występujący w centralnej Ameryce Południowej. W latach trzydziestych XX w. został sztucznie zasiedlony na kilku wyspach archipelagu Hawaje. Wyróżnia się 2 podgatunki. Ze względu na atrakcyjny wygląd i melodyjny głos jest chętnie hodowany w niewoli. W Czerwonej księdze gatunków zagrożonych IUCN klasyfikowany jest jako gatunek najmniejszej troski (LC, Least Concern).

## Systematyka
Pierwszego naukowego opisu gatunku – na podstawie holotypu pochodzącego z Corrientes w Argentynie – dokonali francuscy ornitolodzy Alcide d’Orbigny i Frédéric de Lafresnaye w 1837 roku, nadając mu nazwę Tachyphonus capitatus. Kardynałek żółtodzioby razem z kardynałkiem czarnouchym, kardynałkiem rdzawoczelnym i kardynałkiem czarnogardłym był zaliczany do osobnego rodzaju Coccopsis. Jest najbliżej spokrewniony z kardynałkiem czarnogardłym. Obecnie zwykle wyróżnia się dwa podgatunki P. capitata:
- P. c. capitata (d’Orbigny & Lafresnaye, 1837)
- P. c. fuscipes Bond & Meyer de Schauensee, 1939.

Międzynarodowy Komitet Ornitologiczny (IOC) uznaje kardynałka żółtodziobego za gatunek monotypowy.

## Morfologia
Niewielki ptak o średnim, dosyć grubym i lekko zaokrąglonym dziobie, obie szczęki tego samego żółtego przechodzącego w pomarańczowy koloru. Głowa lekko spłaszczona, cała czerwona podobnie jak policzki, okolice wąsów i kantarek. Gardło czarne ze śliniaczkiem w kształcie trójkąta, zwężającym się aż do górnej części piersi. Szyja, piersi i brzuch białe z lekko ciemniejszym obszarem spodu brzucha i podbrzuszem. Górna część karku biała, przechodząca w dolnej części w kolor czarniawy. W takim samym kolorze skrzydła, grzbiet i ogon. Skrzydła z czarnymi obrzeżami lotek czarniawe z czarnymi brzegami. Nogi różowo-pomarańczowe. Obie płcie wybarwione tak samo. Osobniki młodociane są podobne do dorosłych, różnią się kolorem upierzenia głowy. Zamiast koloru czerwonego ich głowa ma kolor pomarańczowy z wyraźnie brązowym odcieniem. Długość ciała 16,5 cm, masa ciała 17–24,5 g.

## Zasięg występowania
Kardynałek żółtodzioby występuje na terenach położonych do wysokości 500 m n.p.m. Poszczególne podgatunki występują:
- P. c. capitata – w południowej Brazylii (w stanach Mato Grosso, Mato Grosso do Sul i Rio Grande do Sul, sporadycznie spotykany jest jeszcze dalej na wschód), we wschodniej Boliwii (w departamencie Santa Cruz w części bezpośrednio przylegającej do Brazylii), w Paragwaju, północnej Argentynie (od prowincji Salta, Formosa i Corrientes na południe po zachodnią część Córdoby i północną część prowincji Buenos Aires) oraz w skrajnie północno-zachodnim Urugwaju[8][9],
- P. c. fuscipes – we wschodniej części departamentu Tarija w południowo-wschodniej Boliwii[6].

Jest gatunkiem osiadłym.

## Ekologia
Jego głównym habitatem są bagna z krzewami i drzewami, zalane łąki, brzegi zbiorników wodnych: jezior, stawów i rzek. Spotykany jest także w pobliżu osiedli ludzkich i na obrzeżach podmokłych terenów rolniczych. Żywi się roślinnością (nasiona, jagody, młode pędy) i owadami, które podejmuje bezpośrednio z ziemi. Na terenach bliskich zamieszkania ludzi żywi się odpadami i resztkami pożywienia człowieka. Występuje zazwyczaj w parach, czasami w niewielkich rodzinnych grupach oraz małych stadach. W okresie pozalęgowym spotykany jest także w większych stadach.

### Rozmnażanie
Sezon lęgowy trwa od września do marca. Gniazda w kształcie miseczek są umieszczane w gałęziach drzew i krzewów na wysokości 1,4–3,6 m. Gniazdo zbudowane jest z włókien roślinnych, wyścielone korzonkami i włosiem. Spotykane są w nich 3–4 jaja o kolorze zielonkawo-ochrowym lub kremowym z ciemniejszymi lub szarawymi plamkami. Brak dalszych szczegółowych danych.

## Status i ochrona
W Czerwonej księdze gatunków zagrożonych IUCN kardynałek żółtodzioby jest klasyfikowany jako gatunek najmniejszej troski (LC, Least Concern) nieprzerwanie od 2004 roku. Wcześniej był zaliczany do kategorii Lower Risk/Least Concern. Liczebność populacji nie została oszacowana, ale ptak ten opisywany jest jako pospolity. Zasięg jego występowania według szacunków organizacji BirdLife International obejmuje około 2,78 mln km². Ze względu na brak dowodów na spadki liczebności bądź istotne zagrożenia dla gatunku BirdLife International uznaje trend liczebności populacji za stabilny.

## Filatelistyka
Wizerunek kardynałka żółtodziobego znajduje się na dwóch znaczkach pocztowych – wydanym w 1994 roku w Paragwaju o nominale 150 guaraní z okazji Philatelic Exhibitions Parafil 94 oraz  znaczku o nominale 5 peso wydanym na Kubie w 2017 roku z okazji Expo Internacional de filatelia 2017 w Brazylii.